# Marcel Simard
Pour les articles homonymes, voir Simard.
Marcel Simard (né à Montréal en 1945 - mort le 6 mars 2010) est un producteur, scénariste et cinéaste québécois.

## Biographie

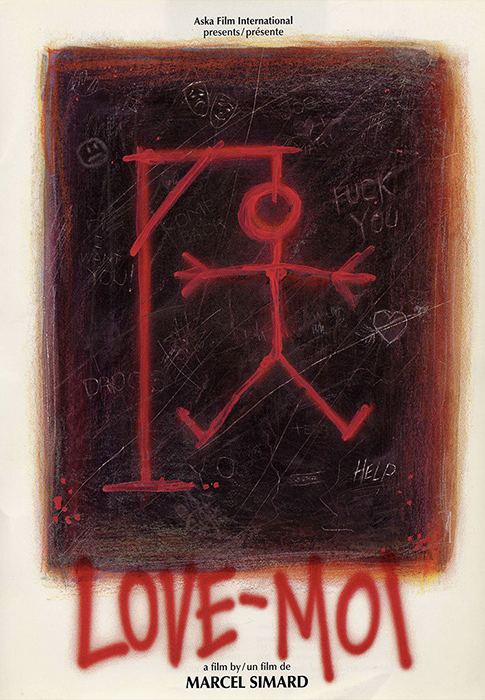
Affiche du film Love-moi de Marcel Simard (1991)

Détenteur d'une maîtrise en sociologie de l'Université d'Ottawa, il travaille plusieurs années comme recherchiste pour un centre communautaire ainsi qu'à Radio-Québec. En 1980, il coréalise Une classe sans école. En 1985, il fonde la compagnie de production Virage qu'il codirigera avec sa conjointe Monique Simard de 1998 à 2008. En 1990, il réalise Love-Moi, film choc avec Mario Saint-Amand sur une jeunesse déchirée qui sortira en 1991.
En février 2010, Virage est placée sous la Loi sur les arrangements avec les créanciers des compagnies. Marcel Simard met fin à ses jours le 6 mars 2010,.

« Si son idée était faite, son idée était faite. Mais j'aurais aimé lui parler pour l'aider à reprendre espoir comme il m'a aidé à le faire il y a 20 ans. »

— Mario Saint-Amand

## Filmographie
- 1987 : Rue du clown triste
- 1991 : Love-Moi
- 1994 : Les Mots perdus